# Omocena dollmani
Omocena dollmani är en fjärilsart som beskrevs av Reginald James West 1940.
Omocena dollmani ingår i släktet Omocena och familjen snigelspinnare. Inga underarter finns listade i Catalogue of Life.